# اجوا
اجوا (به انگلیسی: Ajhuwa) یک منطقهٔ مسکونی در هند است که در اوتار پرادش واقع شده‌است.

## خصوصیات
اجوا ۱۴٬۴۲۱ نفر جمعیت دارد.